# Kapitan Bucky O’Hare
Kapitan Bucky O’Hare / Kapitan O’Hare / Królik O’Hare (ang. Bucky O’Hare and the Toad Menace, 1991) – francusko-kanadyjsko-amerykański serial animowany bazujący na komiksie pt. Bucky O’Hare. Na fali sukcesu serialu Konami wydało grę na Nintendo Entertainment System oraz na automaty.

## Fabuła
Serial opowiada o przygodach zielonego zająca zwanego Bucky i jego przyjaciołach, którzy walczą ze złem.

## Obsada (głosy)
- Jason Michas jako Bucky O’Hare
- Shane Meier jako Willy DuWitt
- Long John Baldry jako KOMPLEX
- Sam Vincent jako AFC Blinky
- Terry Klassen jako Frix
- Scott McNeil jako Deadeye Duck / Frax
- Dale Wilson jako Bruiser
- Margot Pindivic jako pilot Jenny / kapitan Mimi LaFloo
- Garry Chalk jako Al Negator / komandor Dogstar
- Richard Newman jako Toadborg
- Jay Brazeau jako Toad Air Marshall

## Wersja polska

### Wersja VHS
- Wersja wydana na VHS z angielskim dubbingiem i polskim lektorem pod nazwą Kapitan O’Hare. Lektorem był Jerzy Rosołowski (odc. 1).
- Serial został wydany także pod nazwą Królik O’Hare. Dystrybucja: Demel. Lektorem był Tomasz Knapik. Serial został wydany na VHS w serii Magiczny Świat Bajek razem z takimi serialami animowanymi jak: Śliczne świnki, G.I. Joe, Transformery, Komandosi z podwórka, Mój mały kucyk[1].

## Spis odcinków
| N/o            | Polski tytuł             | Angielski tytuł                 |
| -------------- | ------------------------ | ------------------------------- |
|                |                          |                                 |
| SERIA PIERWSZA |                          |                                 |
|                |                          |                                 |
| 01             | Imperium Ropuch          | War of the Warts                |
|                |                          |                                 |
| 02             |                          | A Fistful of Simoleans          |
|                |                          |                                 |
| 03             |                          | The Good, the Bad and the Warty |
|                |                          |                                 |
| 04             | Bagnisty Dom             | Home, Swampy, Home              |
|                |                          |                                 |
| 05             | Na szlamie               | On the Blink                    |
|                |                          |                                 |
| 06             | Zakonspirowani wynalazcy | Kreation Konspiracy             |
|                |                          |                                 |
| 07             |                          | The Komplex Caper               |
|                |                          |                                 |
| 08             |                          | The Search of Bruce             |
|                |                          |                                 |
| 09             | Kosmiczni korsarze       | Corsair Canards                 |
|                |                          |                                 |
| 10             |                          | The Artificers of Aldebaran     |
|                |                          |                                 |
| 11             | Wojownicy                | The Warriors                    |
|                |                          |                                 |
| 12             |                          | Bye Bye Berserker Baboon        |
|                |                          |                                 |
| 13             |                          | The Taking of Pilot Jenny       |
|                |                          |                                 |